# Mark Dorris
Mark Dorris (* 27. Dezember 1985 in Cincinnati, Ohio) ist ein ehemaliger US-amerikanischer Basketballspieler. In Deutschland stand er bei drei Bundesligisten unter Vertrag.

## Karriere
Dorris war als Schüler ein erfolgreicher Spieler, bekam aber zunächst kein Sportstipendium an einer in der NCAA organisierten Hochschule und begann sein Studium am St. Catharine College in Springfield (Bundesstaat Kentucky) dessen Wettkampfmannschaften in der NAIA organisiert sind. Nach einem Jahr wechselte er an die Marshall University in Huntington (Bundesstaat West Virginia) und spielte für die Thundering Herd in der Conference USA der ersten NCAA-Division. Die Thundering Herd, deren bekanntester Spieler das Basketball Hall of Fame-Mitglied Hal Greer ist, sind jedoch in der jüngeren Vergangenheit im Basketball keine besonders erfolgreiche Hochschulmannschaft gewesen und waren zuletzt in den 1980er Jahren für die landesweite Endrunde der NCAA qualifiziert. Dorris wurde in seinem Abschlussjahr ins All-Defensive-Team seiner Conference gewählt, was den fünf besten Verteidigern entspricht. Im Anschluss hatte er jedoch Schwierigkeiten, einen Vertrag als Basketballprofi zu bekommen und absolvierte knapp ein Jahr kein Meisterschaftsspiel.
2009 unterschrieb er schließlich einen Vertrag bei den Cuxhaven BasCats an der Nordseeküste in der zweiten deutschen Liga ProA. Die Saison 2009/10 beendeten die Niedersachsen auf einem Aufstiegsplatz für die erste Liga. Aus Lizenzierungsgründen konnte man den Aufstieg in die erste Liga nicht wahrnehmen und Dorris wechselte zum Vorjahresaufsteiger Phoenix Hagen in Westfalen. Für Hagen war er in der Saison 2010/11 mit 15,3 Punkten pro Spiel zweitbester Korbschütze und bester Vorlagengeber mit durchschnittlich 3,6 Assists sowie Teilnehmer am Bundesliga-All-Star Game 2011. Eine Saison später zog es ihn weiter Richtung Süden und er unterschrieb einen Vertrag beim schwäbischen Ligakonkurrenten EnBW Ludwigsburg. Mit den Ludwigsburgern verlief die Saison 2011/12 enttäuschend und man vermied nur knapp den Abstieg in die ProA. Zur Saison 2012/13 wurde sein Vertrag von Seiten des Vereins nicht verlängert und Dorris verließ Ludwigsburg nach einem Jahr wieder. Nachdem er zunächst keinen neuen Verein gefunden hatte, schloss er sich nach Saisonbeginn erneut seinem ehemaligen Verein Phoenix Hagen für die Spielzeit 2012/13 an.
Zur Saison 2014/15 verließ Dorris Hagen und hielt sich zunächst in den USA bei den Gem City Slam aus Universal Basketball Association fit. Im Januar 2015 kehrte Dorris nach Deutschland zurück und erhielt einen Probevertrag bei Bundesligist Mitteldeutscher BC. Nach sechs Einsätzen für den MBC wurde sein Vertrag im April 2015 wieder aufgelöst.
Ab Januar 2016 verstärkte er den estnischen Verein BC Pärnu. Es folgten weitere Stationen im Kosovo, in Rumänien, Griechenland und Kroatien.